# Ángela María Aieta
Ángela María Aieta (Fuscaldo, 7 de marzo de 1921 - detenida desaparecida, 5 de agosto de 1976) fue una activista italiana radicada en argentina, considerada mártir de la libertad argentina.

### Biografía
Ángel María Aieta nació en la localidad de Fuscaldo, ubicada en la provincia de Cosenza, región de Calabria, el 7 de marzo de 1920. Emigró a la Argentina junto con sus padres cuando era chica. Más tarde se casó con Humberto Gullo, también emigrante italiano. La pareja tuvo cuatro hijos: Humberto, Leopoldo, Juan Carlos Dante y Jorge Salvador.
De sus hijos, Juan Carlos Dante y Jorge Salvador eran militantes peronistas y montoneros. El primero fue un dirigente de importancia en la Juventud Peronista durante la década de 1970; aunque en 1975 fue encarcelado y permaneció como preso político hasta octubre de 1983, desarrollando luego una carrera política. Mientras que Jorge fue secuestrado-desaparecido en abril de 1979 cuando volvió a la Argentina para sumarse a la contraofensiva de Montoneros.
Angela María era ama de casa, y ayudaba a su marido Humberto en la verdulería familiar. Era simpatizante peronista y comenzó a involucrarse en la lucha por los derechos humanos y, en especial, por la libertad de los presos políticos luego de que su hijo Dante apresado en 1975.
Fue secuestrada de su casa en el barrio de Parque Chacabuco el 5 de agosto de 1976 por un grupo de tareas de la Escuela de Mecánica de la Armada. En ese momento, contaba con 56 años. Fue trasladada a la Escuela de Mecánica de la Armada (ESMA), donde luego de un tiempo fue asesinada. Según los testimonios surgidos en el juicio a la ESMA, Ángela María Aieta fue llevada rápidamente a la ESMA luego del secuestro. Una vez allí, fue trasladada a un piso subterráneo, donde fue torturada durante aproximadamente un mes. Un miércoles de septiembre, día de los "traslados", forma en que se denominaban los vuelos de la muerte que partían todos los miércoles desde la ESMA, la sedaron, la subieron a un avión militar y la arrojaron al océano.

### Homenaje y juicio
En la localidad calabresa de Fuscaldo, donde nació, desde el año 2007 existen una escuela primaria y una calle que llevan su nombre. En Buenos Aires, hay una plazoleta también con su nombre. A los 25 años de su secuestro, en el año 2001 se colocó una placa en la dirección de su casa donde ella fue secuestrada. El 5 de agosto de 2011 se estrenó una película sobre su vida y su familia que fue patrocinada por la embajada italiana en Argentina. Este documental tenía por título “¿Necesitás algo, nena?”. En el barrio de la Boca existe el Centro Cultural Angela María Aieta de Gullo, que pertenece a la agrupación La Cámpora. También existe la Fundación Angela María Aieta de Gullo.
En el juicio a los represores que actuaron en la ex-Esma, el Gobierno italiano se convirtió en parte civil tomando especial interés en los casos de Ángela María Aieta y otros connacionales (Giovanni y Susanna Pegoraro). Su caso fue uno de los que permitió juzgar a Alfredo Astiz y darle una condena a cadena perpetua.